# 宗教學系
宗教學系，又作宗教系。是一個以歷史來客觀了解宗教的學系。隸屬於大學社會科學學院或文學院。全台多所學校開設。但目前維持religion studies系名的只有輔仁大學。真理大學則結合了管理學概念，開設宗教文化與組織管理學系。相近的系所有佛教學系，哲學系，生死學系，神學系。國外則有靈魂學和超心理學系所。輔仁大學宗教系教授陳敏齡表示。是當代人文社會科學裡的顯學，發源於十九世紀末，二十世紀初的科系。宗教追求的是永恆的生命，宗教與人類歷史是同步發展的。輔仁進修部宗教系主任鄭志明 引用莊子思想無用即大用。著名的研究學校有英國的牛津大學宗教哲學學院、劍橋大學的神學院，美國的芝加哥大學。日本的大正大學、花園大學。韓國的首爾大學。香港的香港中文大學與香港浸會大學。和台灣的輔仁大學。

## 什麼是宗教學
宗教學分為八大研究學派，各為人類學派，神學派，心理學派，社會學派，哲學派，現象學派，自然科學派，歷史學派。宗教不一定要主觀或有信仰者才能研究，但若沒有信仰者則不能深入。世界上沒有一定的道理，即所老子曰：道可道，非常道。

## 書籍
- 宗教學概論，盧宜穗，五南，isbn9789571146539
- 宗教學概論，施托爾茨，國立編譯館，isbn9570296259

## 香港的宗教學系
- 香港中文大學崇基學院神學院
- 香港浸會大學文學院宗教及哲學系

## 台灣的宗教學系所

### 輔仁大學宗教學系
- 系所簡介

輔仁大學宗教學系之設立，係從人文及社會科學角度，對宗教做學術性之探討與研究。而本系之特色，在於介紹基督宗教、佛教、道教，並期促進宗教之交流與交談。
- 歷史沿革

輔大宗教學研究所於民國77年成立，是國內第一個教育部承認學位的宗教學術教育機構，由房志榮神父擔任第一任所長。宗教學系於民國81年成立，由陸達誠神父擔任系主任，是全國第一個宗教學系學士班。
民國83年，輔大依照教育部系所合一的新政策，宗教系所改制為宗教學系學士班及碩士班，陸達誠神父為第一任系主任；至民國87年8月，由陳德光教授接任第二任系主任，91年成立碩士在職專班，92年成立台灣第一所宗教學博士班；93年8月由黃懷秋教授接任第三任系主任；99年8月由莊慶信教授擔任第四任系主任，99學年成立進修學士班；101年8月由蔡怡佳副教授擔任第五任系主任；107年8月由鄭印君副教授擔任第六任系主任。

### 南華大學宗教學研究所
- 系所簡介

南華大學宗教學研究所係新竹以南唯一的宗教研究所，為有志研究宗教者提供一個合宜的學術進修園地，持續在南台灣肩負宗教與佛教領域的教育任務，促進宗教高等教育的區域平衡發展。
自創所以來重視宗教學與佛學的相輔相成，以期學生獲得寬廣的學術視野。由於師資員額的限制，加上學生學習興趣偏於佛教，所以教學與研究以佛教為主，但仍兼顧宗教學與東方宗教的學術領域。順應本校發展身心靈服務產業的大方向，本所除原有之宗教學與佛學的教學與研究，更將觸角伸向宗教身心靈健康領域。
- 歷史沿革

南華大學於民國85年創校之初，即設有「宗教文化研究中心」與「佛教文化研究中心」，從事宗教文化教育推廣及佛學之教學研究。民國89年，在原有兩中心的基礎之上，向教育部申請設立「宗教學研究所」，並於90學年度正式招收碩士班研究生。原宗教文化研究中心裁併，佛教文化研究中心更名「佛學研究中心」。宗教所隸屬於人文學院，下分「宗教研究組」(舊名「比較宗教學組」)與「佛學組」，每年各組原招生10名，合計20名；另附設佛學研究中心，支援佛學組的開課。99學年度，因本所僅有師資員額5名，依教育部新制規定將招生名額調降至15名，宗教研究組7名，佛學組8名。103年8月，佛學研究中心提升為校級單位「人間佛教研究與推廣中心」，原支援課程與學分納入宗教所。104學年度新增「人間佛教組」，每年招生15名。

### 佛光大學佛教學系
- 系所簡介

宗教學研究所創所之精神，旨在培養多元宗教研究人才、具宗教學相關領域研究之專業人才、兼具宗教教育與人文素養的專業人才、應用宗教文化於實務人才。對應設立宗旨，教學目標在於提升學生各宗教領域的研究能力、運用宗教學專業進行生命教育能力、活用宗教專業實行多元文化諮商實務能力、進行各宗教相關領域研究能力，兼顧不同學生職業性質與研究興趣。

### 中原大學宗教研究所
- 系所簡介

中原大學創始之初，秉以「篤信力行」為勉，此一校訓精神根本的源頭即來自基督教。成立之目的即是繼承與發展兩千年基督教文化遺產，並積極將之轉化成當代台灣社會的思想與人心淨化的資源。基督教傳入漢語世界的年代已久，唯缺少了繼承與發展基督教文化相關的思想人才，原因在於大學體制中仍沒有基督教的學術單位。
面對人文及社會科學知識界的挑戰，研究所的宗旨即是將中原大學從具有基督教特色的大學，變成在知識界具有學術競爭能力的大學。此外，也與基督教會在社會上共同承擔牧養與淨化心靈的責任。 培養基督教研究人才，包括基督宗教哲學研究、基督教神學漢語化研究，並效力基督教與華人歷史文化、美術、藝術等關聯化之研究。強調師生從教學、生活中的互動，建立深厚情誼，達到教學相長之效，也促進與基督教會和各大宗派傳統教派的良好聯繫和溝通。

### 真理大學宗教文化與資訊管理學系
- 系所簡介

臺灣宗教現象與活動頻繁，不同宗教在此發展，影響國內的政治、經濟、文化及社會活動；再放眼世界，宗教雖漸漸有世俗化趨勢，但是仍然對世界穩定、政治衝突、民主改革及社會興革具關鍵性角色。因此，對宗教活動進行學術調查與理解，進而讓宗教管理在公、私部門日趨專業化，乃益形重要。 
宗教文化與組織管理學系開設的宗旨在啟迪本地社會重視自身豐富的宗教文化，培養學生宗教之學術與管理能力，藉著理論與實務並重的課程設計，栽培宗教學術研究教育，以及宗教團體行政管理人才。
- 歷史沿革

1994年  本校成立「宗教學系籌備處」
1996年  宗教學系正式創立及招生
2000年  本系碩士班成立及招生
2008年  本系更名為「宗教文化與組織管理學系」
2013年  本系通過102年度教育部大學校院系所評鑑
2014年  本系成立「碩士在職專班」及招生
2019年  本系更名為「宗教文化與資訊管理學系」

### 長榮大學神學系
- 系所簡介

長榮大學神學院是大學體制之內的神學院，其優點是學生可以在大學校園過一個令人嚮往的大學生生活，感受大學校園自由思考與知識殿堂的學術氣氛。除了神學院之外，還有人文社會學院、健康科學學院、資訊工程學院和管理學院，神學生除了學習神學本科系的課程之外，還可以就自己的興趣與才華到其他的學院修課，甚至修輔系或雙主修。在一個重視科際整合的時代，長榮大學神學院提供了一個更多元的學習環境。
- 歷史沿革

立法院於93年3月23日修正通過，並於4月7日公布私立學校法第九條第一項，規定「私立大學校院或宗教法人為培養神職人員或宗教人才，並授予學位者，應依相關法規向教育部申請，經核准後，設立宗教研修學院。」據此，長榮大學於96年3月向教育部提出申請，獲准籌備成立基督教研修學院，並於97年開始招收學生,成為國內第一所基督教研修學院，98年正式更名為神學院。

### 國立政治大學宗教研究所
- 系所簡介

「政治大學宗教研究所」以從事宗教學術研究，培養宗教研究人才為宗旨，教學與研究發展目標秉持：
第一、以廣義的綜合宗教研究為範圍，不偏向任何的單一宗教傳統。
第二、以多元與科際整合進路為學術方向，不囿於特定學派、理論或方法。
第三、宗教理論與實際兼具，著重國內、外宗教現象的觀察、分析與詮釋。
- 歷史沿革

國立政治大學於85年3月成立「宗教研究中心」，試圖從哲學、史學、文學、社會學、人類學等角度，進行跨科際宗教研究。
「宗教研究中心」的各項活動，成效顯著，頗獲學界肯定，也引起其他教授與年輕學子對此學域的興趣。有鑑於國內宗教學術水平亟待提升，複雜的宗教現象需要詮釋釐清，更重要者，則為積極培育年輕的宗教學術人才，文學院遂於民國87年向教育部提出申請成立「宗教研究所碩士班」。88年教育部核准設立，文學院隨即積極著手規劃，於民國89年正式招生，成為國內第一所國立大學的「宗教研究所」。
自89學年度正式奉准成立碩士班以來，積極發展宗教學術教育。為顧及未來宗教學術發展之需，以培養高級的宗教研究人才，在跨學科與跨宗教傳統的訓練之下，使宗教研究成為具有深度的專業學門，實有必要成立博士班課程，故本所於94年向教育部提出申請成立「宗教研究所博士班」，96年教育部核准設立，本所隨即著手準備，於96學年度正式招收宗教研究所博士班第一屆學生。

### 華梵大學佛教學系(已停招)
- 系所簡介

為培養德學兼備且具有人文學養的佛教弘化及學術專業人才，華梵大學佛教學院佛教學系的設立，乃傳承創辦人曉雲導師自1970年起，創設蓮華學佛園與華梵佛學研究所的辦學宗旨與精神。更以台灣第一所由佛教人士所創立綜合性大學的優勢，提供佛教理論與實修、傳統與現代密切配合的教育，並有心理諮商及輔導、心靈治療、生命關懷、佛教寺院法規與管理等跨領域的多元學程供學生選修。
- 歷史沿革

佛教學院民國九十七年創立，於第一年先設立佛教學系（畢業所獲學位：佛教學學士/英文名稱：Bachelor of  Arts in Buddhism），以後將陸續設立其他佛教各科專修學系。佛教學系成績優異學生，可於本校各人文、藝術與資訊、科技學系攻讀輔系、雙學士學位，或透過「學、碩士五年一貫學位辦法」就讀本校各研究所，未來更可申請直升本校東方人文思想研究所博士班，以最短的修業時間，完成學、碩、博士的完整佛教教育。
前董事長修慈法師並於2007年簽署聯合國「曼谷宣言」，加強與八十多所國際佛教大學與國際佛教組織的交流與合作。

### 慈濟大學宗教與人文研究所
- 系所簡介

慈濟大學宗教與人文研究所秉承慈濟功德會慈悲濟世之理念，依循慈濟大學「慈悲喜捨」之校訓，並配合師資，發展為以「信仰、實踐、療癒」為核心概念，強調落實於生活世界，培育相關之學術教育人才。
成立宗旨為培育宗教學術研究、宗教教育與宗教服務之人才，探討信仰、實踐與療癒之關連， 以經典的詮釋為基礎，在生活現場探究宗教實踐過程，包括自助與助人的療癒經驗，從而發展學 術論述，並落實於醫療、教育、慈善、諮商、文化、傳播諸領域，培養理論與實踐的智慧，貫徹 內修外行。形成的特色如下：
1.從經典思想、哲學、人類學、心理學、現象學的學科角度，一方面探討宗教的教理教義，另一 方面也探討宗教信仰經驗，包括宗教如何緩解與療癒社會與個人苦難。
2.實踐性的宗教經驗研究為主，思想研究為輔。師資專業背景涵蓋人文、社會、臨床研究，在聯合 課程中提供兼顧思想與實踐的開闊視野。
3.訓練研究生從知識到生命的整體領悟學習，雖未必信仰宗教，但具有體察與論述宗教情懷的能力 ，以期貼近與「社會人」有別的「宗教人」之身心靈體驗，和社會不同專業領域結合，深入瞭解宗 教在二十一世紀的影響力。
- 歷史沿革

101學年度配合學校之總體建設，由「宗教與文化研究所」更名為「宗教與人文研究所」。因文化重在現象之描述，而人文則重在教養之提昇。本所承繼慈悲濟世之精神，望能於宗教與人文之學理有所建樹；再者，本所亦極強調實踐之重要，成立「人文臨床與療癒研究室」，並獲教育部補助研社群之發展計畫，將宗教與人文社會科學和人間受苦現場連結，膚慰苦難，深入研究。
宗教與人文研究所可說是一人文學、宗教學、人類學、社會學、哲學、心理學之跨領域研究，本所現有師資專任師資五人，合聘及兼任師資三人，均具有博士學位，並且有海外留學、講學及研究經驗，兼有國際前瞻性及在地本土性。

### 玄奘大學宗教學系
- 系所簡介

玄奘大學的設校宗旨為：「研究學術、培育人才、傳授知識，並以正知正見闡揚真理，淨化人心，服務社會，促進國家發展。」為「德業陶冶」、「悲智本懷」、「勤奮自發」「堅毅自強」等精神，訂定「德智勤毅」為校訓。
稟持此一設校宗旨，玄奘大學宗教學系所之設立宗旨有二：
1.培養宗教學術與宗教實務專業人才。
2.培養學生理性思考、同理關懷以及堅毅實踐的生命特質。

### 法鼓文理學院佛教學系
- 系所簡介

二千多年前源於印度的佛教對全亞洲文明的發展有深遠的影響，因此佛教研究是認識亞洲宗教、文化、藝術、思想、政治、社會等領域所不可或缺的學科。
此外，隨著全球化的腳步，佛教逐漸成為現代世界重要的精神與思想的源泉，並為全球環境的永續發展與社會淨化提供新思考與意義。基於學術研究與社會實踐這兩層意義，「法鼓佛教學系」自2007年成立以來設有學士、碩士與博士學位課程，一方面致力於培養優秀的跨學科佛教教育與研究人才，另一方面也希望培養以關懷心靈與淨化社會為目標的佛教專業人才。

## 外部連結
- 全國宗教資訊網 - 內政部 - 宗教系所（页面存档备份，存于）
- 真理大學宗教文化與組織管理學系（页面存档备份，存于）
- 佛光大學佛教學系（页面存档备份，存于）
- 輔仁大學宗教學系（页面存档备份，存于）
- 中原大學宗教研究所（页面存档备份，存于）
- 慈濟大學宗教與人文研究所（页面存档备份，存于）
- 長榮大學神學系（页面存档备份，存于）
- 國立政治大學宗教研究所
- 玄奘大學宗教學系（页面存档备份，存于）
- 南華大學宗教學研究所（页面存档备份，存于）
- 華梵大學佛教學系（页面存档备份，存于）
- 法鼓文理學院佛教學系（页面存档备份，存于）